# Río Seriozha (Tiosha)
El río Seriozha (en ruso: Серёжа es un río del óblast de Nizhni Nóvgorod, en Rusia, afluente por la derecha del Tiosha, a su vez tributario del Oká y por lo tanto en la cuenca hidrográfica del Volga.
Tiene una longitud de 185 km. El lecho del río es arenoso por lo general y la corriente es rápida. De orillas altas, en su curso se alternan los paisajes boscosos y las praderas.